# Stołowicze
Stołowicze, Stwołowicze (biał. Сталовічы, ros. Столовичи) – agromiasteczko na Białorusi, w rejonie baranowickim obwodu brzeskiego, centrum administracyjne sielsowietu Stołowicze.
W Stołowiczach zamieszkuje ok. 600 mieszkańców. We wsi znajdują się parafia prawosławna pw. Zaśnięcia Matki Bożej, parafia rzymskokatolicka pw. Najświętszego Serca Pana Jezusa, oddział pocztowy, oddział „BiełarusBanku”, przedszkole, dom kultury, biblioteka, stołówka oraz kilka sklepów. Do 1953 w Stołowiczach istniała szkoła podstawowa, którą później przeniesiono do miejscowości Kastrycznicki, 1,5 km od Stołowicz. 

## Historia
Jedna z najstarszych wsi rejonu baranowickiego, znana z XV w. W roku 1596 miasteczko stało się własnością księcia Mikołaja Krzysztofa Radziwiłła Sierotki, którego syn Zygmunt Karol Radziwiłł został Kawalerem Maltańskim i od 1616 roku stał na czele komandorii założonej w Stołowiczach, na założenie której wyraził zgodę wielki mistrz zakonu Alof de Vignacourt. W 1657 roku Radziwiłłowie przy kościele zbudowali szpital. 
Miasto magnackie położona była w końcu XVIII wieku w powiecie nowogródzkim województwa nowogródzkiego.
Koło miejscowości 23 września 1771 rozegrała się bitwa pod Stołowiczami, podczas której konfederaci barscy pod dowództwem hetmana wielkiego litewskiego Michała Kazimierza Ogińskiego zostali pokonani przez oddział rosyjski Suworowa. Wydarzenie to upamiętnia kamień przy świątyni. Miejscowość była miejscem zaciętych działań zbrojnych 81 pułku Strzelców Grodzieńskich w okresie wojny polsko-bolszewickiej.
Do 1939 w województwie nowogródzkim w granicach II Rzeczypospolitej, siedziba wiejskiej gminy Stołowicze. Od września 1939 roku pod okupacją ZSRR, a w latach 1941–1943 pod okupacją III Rzeszy niemieckiej.
Podczas okupacji hitlerowskiej, 1 września 1941 roku Niemcy utworzyli getto dla żydowskich mieszkańców. Przebywało w nim około 300 osób. 20 czerwca 1942 roku Niemcy zlikwidowali getto, a Żydów zamordowano poza miastem. 

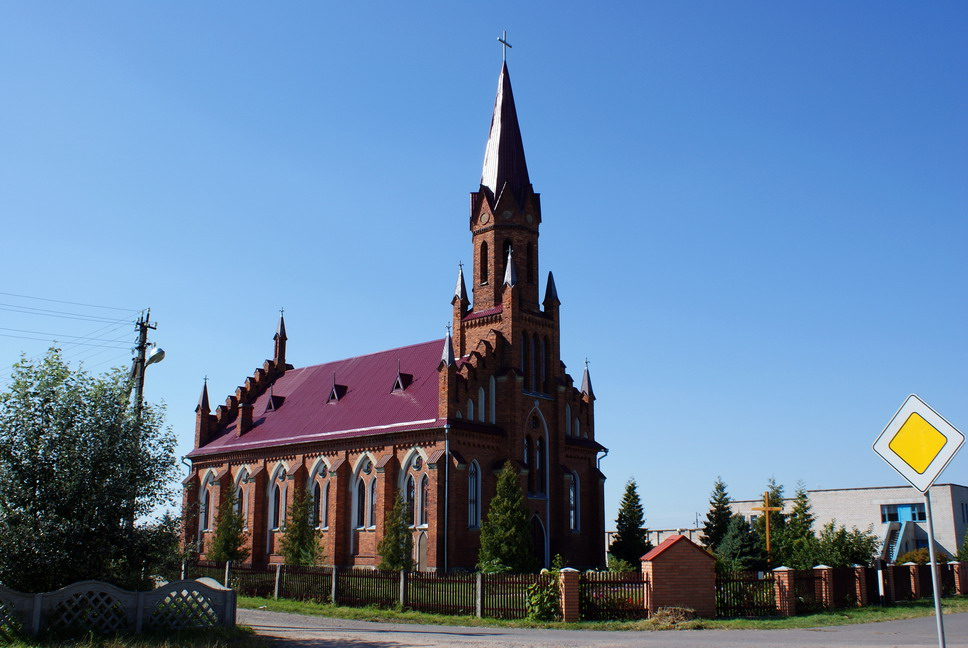
Kościół katolicki z 1911 r.

## Zabytki
- Pierwszy kościół katolicki w Stołowiczach ufundował w latach 1637-1639 podczaszy wielki litewski Zygmunt Karol Radziwiłł dla miejscowej komandorii Zakonu Maltańskiego. W 1639 roku powstała Kaplica Loretańska mieszcząca słynącą cudami figurę Matki Boskiej. W XVIII w. na jego miejscu powstał nowy kościół pw. św. Jana Chrzciciela w stylu baroku wileńskiego. Od 1740 rozpoczęto budować nowy kościół wg projektu Józefa III Fontany, ale po tym gdy zbudowano dolną część, w 1743 roku budowę objął Jan Krzysztof Glaubitz, który zaprojektował pozostałą część kościoła oraz ołtarz główny[5]. Jako prezbiterium włączono starszą kaplicę loretańską ufundowana przez księcia Zygmunta Karola. W 1817 rosyjscy zaborcy zabronili działalności Zakonu Maltańskiego. W 1868 w wyniku represji po Powstaniu styczniowym kościół katolicki zamieniono na cerkiew prawosławną, a parafię zlikwidowano. Obecnie jest to prawosławna cerkiew parafialna pw. Zaśnięcia Matki Bożej.
- Kościół katolicki pw. Serca Pana Jezusa z lat 1907-1911 roku w stylu neogotyckim
- Cmentarz katolicki